# Sergei Iwanowitsch Koroljow
Sergei Iwanowitsch Koroljow (russisch Сергей Иванович Королёв; * 21. März 1937; † 2. April 2007 in Sankt Petersburg) war ein russischer Schachspieler. Beruflich war er Professor am Lehrstuhl M1 an der Baltischen Staatlichen Technischen Universität Sankt Petersburg.

## Leben
Ab der dritten Klasse besuchte Koroljow eine Leningrader Schachsektion, in der er unter der Leitung von Andrei Batujew trainiert wurde. Mit der Leningrader Auswahl (Boris Spasski, Wjatscheslaw Osnos und andere Spieler) wurde er 1953 Zweiter bei der Jugendmeisterschaft der Sowjetunion. Nach Beendigung der Schule nahm er ein Studium am Militär-Mechanischen Institut (Wojenmech) auf, bei dem er später eine Aspirantur durchlief. In der Zwischenzeit war er bei den Klimow-Werken als Ingenieur beschäftigt. Koroljow nahm mehrmals an der Leningrader Stadtmeisterschaft teil, wobei sein bestes Resultat der sechste Platz im Jahr 1962 war. Immerhin besiegte er in diesen Turnieren einige renommierte Gegner wie Mark Taimanow und Viktor Kortschnoi. Seit 1964 trug er den Titel Sportmeister der UdSSR. Da ihm berufsbedingt für Nahschach zu wenig Zeit blieb, konzentrierte er sich auf Fernschach.
Beim Mirotworski-Memorial (1981–1985) und Kossenkow-Memorial (1997–2002) teilte er den 2.–3. Platz jeweils mit Reinhardas Barstatis und Wassili Malinin. Vor allem als erstklassiger Teamspieler machte er auf sich in der Sowjetunion wie auch international aufmerksam. Bei den IV. und V. sowjetischen Mannschaftsmeisterschaften erreichte er mit der Auswahl seiner Heimatstadt jeweils den zweiten und den ersten Platz. In beiden Turnieren zeigte er mit 12 Punkten aus 12 und 11 aus 12 das beste Ergebnis auf seinem Brett. Mit der UdSSR-Mannschaft triumphierte er bei den I. und II. Europameisterschaften, die in den Jahren 1978–1983 und 1983–1988 ausgetragen wurden. Mit 8 Punkten aus 8 beziehungsweise 8,5 aus 9 erzielte er das beste Ergebnis überhaupt. Im Jahr 1987 wurde Koroljow auf Initiative von Wladimir Sagorowski ein weiteres Mal zur sowjetischen Auswahl eingeladen. Gemeinsam mit Sagorowski, Tõnu Õim, Gennadi Nessis und anderen Spielern trat er bei der X. Fernschach-Olympiade an und wurde 1995 zum Sieger erklärt. Im selben Jahr wurde ihm auf dem ICCF-Kongress in Gjøvik der Titel Fernschach-Großmeister zuerkannt.

## Schriften
- S. I. Koroljow, N.K. Matwejew: Kosmitscheskije apparaty serii Senit. BGTU, SPb 2005. (russisch)
- S. I. Koroljow. Sistemy obespetschenija teplowogo reschima kosmitscheskich apparatow. BGTU, SPb 2006, ISBN 5-85546-227-7. (russisch)